# بريندون إغان
بريندون إغان (بالإنجليزية: Brendon Egan)‏ هو صحفي نيوزيلندي، ولد في 17 ديسمبر 1984.